# 莫日瓜苏
莫日瓜苏是巴西圣保罗州的一个市镇。总面积885平方公里，总人口139836人，人口密度158人/平方公里。